# República Soviética de Wurzburgo
La República Soviética de Wurzburgo (en alemán: Würzburger Räterepublik) fue un efímero estado no reconocido organizado bajo consejos obreros comunistas en Wurzburgo, Alemania, en abril de 1919. Tuvo poco apoyo entre la población y partidos políticos locales y fue rápidamente sofocado por una unidad del Ejército bávaro.

## Antecedentes

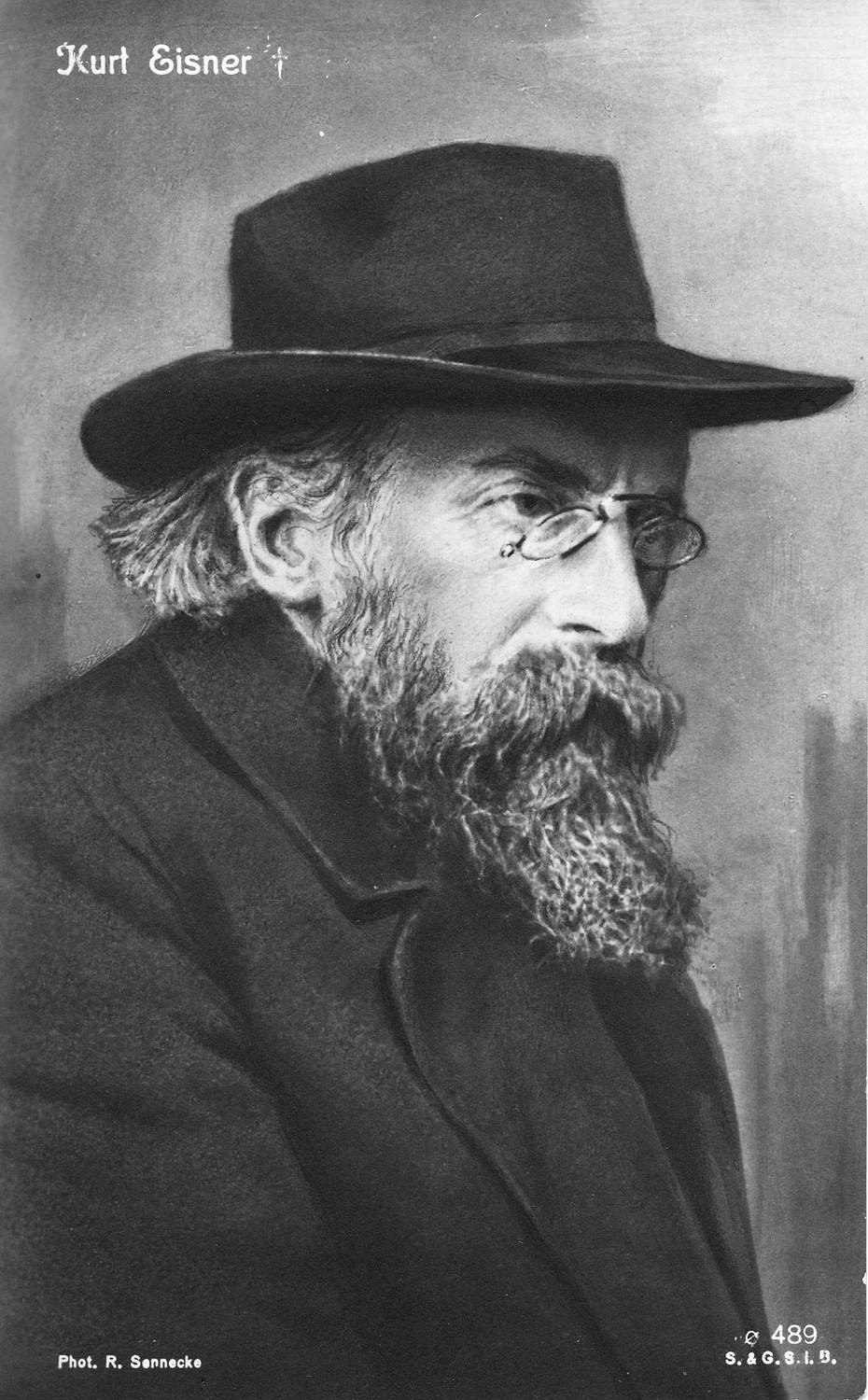
Kurt Eisner en 1919

El 3 de noviembre de 1918, al inicio de la Revolución de Noviembre que derrocó la monarquía Hohenzollern en Alemania en los días finales de la Primera Guerra Mundial, Fritz Endres, miembro del parlamento de estado de Wurzburgo y posterior ministro de estado, llamó públicamente para la fundación de una república. El 8 de noviembre la Casa real de Wittelsbach fue derribada en Múnich y fue proclamado el socialista Estado Popular de Baviera por Kurt Eisner del Partido Socialdemócrata Independiente (USPD). Al día siguiente, fue anunciada la anexión de Wurburgo por el Estado Popular ante miles de personas en la plaza frente a la Residencia de Wurzburgo. Después fue formado un Consejo de Soldados y Obreros, apoyado principalmente por representantes del Partido Socialdemócrata Mayoritario (MSPD) —el cuerpo principal del SPD después de que el pacifista y más a la izquierda USPD se segregara de él en 1917— que incluía a Fritz Endres. El magistrado de Wurzburgo y el gobierno de la Baja Franconia, donde se sitúa Wurzburgo, tuvieron que aceptar el cambio de situación. Debido al deterioro de la situación económica en Wurzburgo a principios de 1919, los partidarios del ala izquierda radical ganaron influencia. El intento del Consejo de Soldados de Wurzburgo del Segundo Cuerpo Real Bávaro del Ejército de proclamar una república soviética poco después del asesinato del Ministro Presidente bávaro Kurt Eisner el 21 de febrero de 1919 fracasó debido a la pobre preparación y la falta de apoyo por parte del resto de la guarnición.

## Establecimiento
Con el propósito de preparar el establecimiento de una república soviética en línea con los esfuerzos correspondientes en Múnich que llevaron a la formación de la República Soviética de Baviera el 12 de abril de 1919, miembros del USPD y del Partido Comunista de Alemania (KPD) fundaron el Comité de Acción Revolucionario de doce miembros el 26 de marzo de 1919. En la noche del 6-7 de abril, el comité, que se reunía en la Residencia de Wurzburgo, decidió imponer el estado de sitio y la censura de prensa y llamó a la huelga general. Temprano en la mañana del 7 de abril, Anton Waibel del KPD emitió una llamada a la huelga y a las 4:00 p. m. proclamó la república soviética desde en frente de la iglesia de Neumünster.

### Resistencia
La República Soviética halló poco apoyo entre la población de Wurzburgo. La burguesía, los Socialdemócratas Mayoritarios, los consejos de obreros y la administración de gobierno la rechazaron. En la tarde del 7 de abril el MSPD de Wurzburgo anunció: 
La reunión de hoy de los miembros de la Unión Socialdemócrata declara su oposición a la República Soviética en el Estado Popular de Baviera por motivos tanto políticos como económicos. La reunión llama a todos los miembros de la Unión Socialdemócrata a no aceptar ningún puesto de gobierno o administrativo para situar la plena responsabilidad en aquéllos que hicieron imposible al anterior gobierno continuar con sus deberes de manera ordenada.

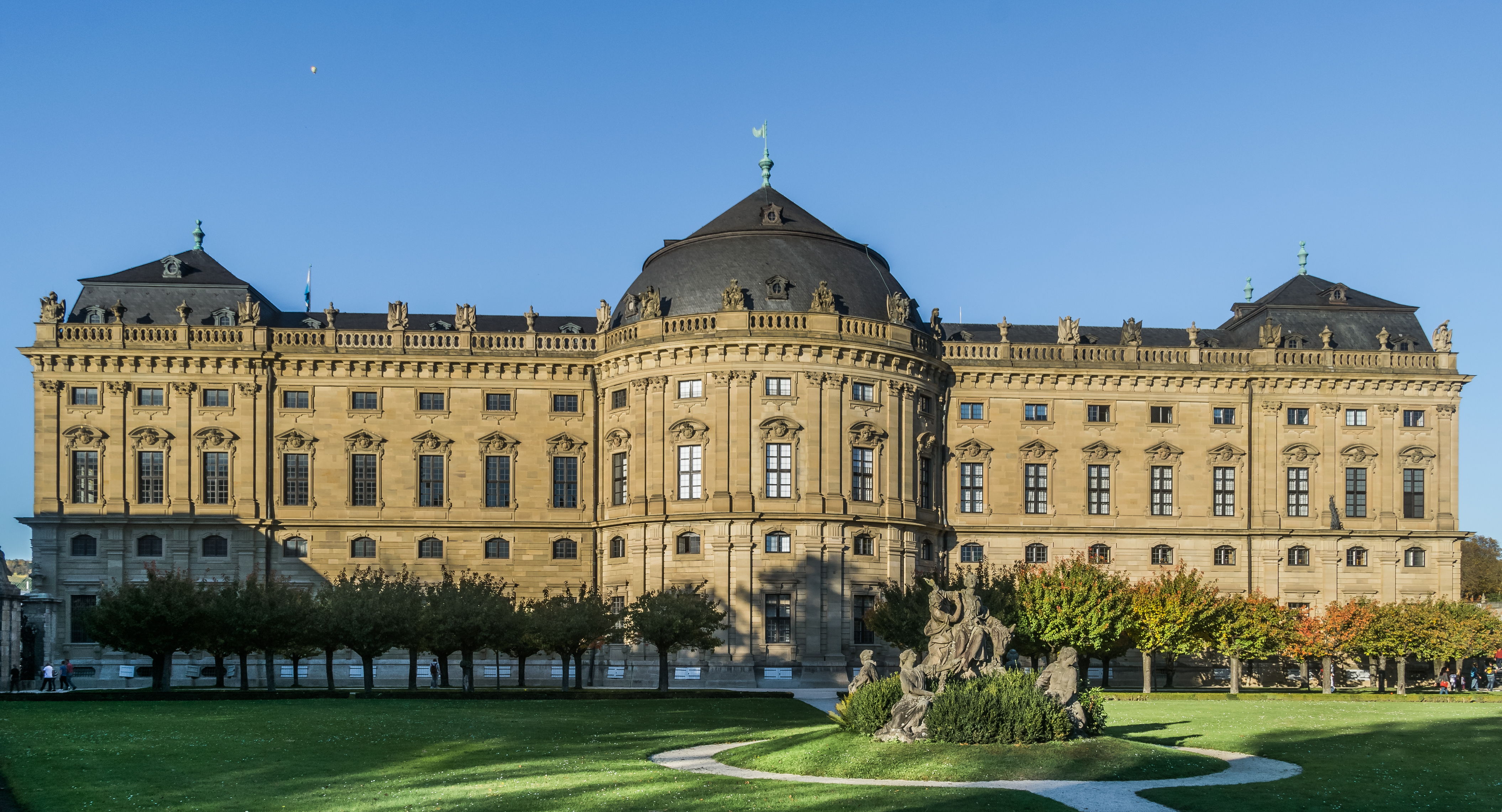
Residencia de Wurzburgo.

Los revolucionarios sin embargo intentaron mantener la República Soviética viva. Ocuparon estratégicamente importantes edificios y durante la noche del 8-9 de abril retuvieron a 16 rehenes en cautividad en la Residencia de Wurzburgo aunque fueron bien tratados. Entre los rehenes se encontraba el segundo alcalde de Wurzburgo Bernhard Brand. Por su parte, los oponentes de los sóviets tomaron dos miembros del Comité de Acción Revolucionario en su poder. El 9 de abril un frente unificado del MSPD, del Partido Popular Bávaro, monárquicos y magistrados llamaron a una "huelga ciudadana". Gente de Wurzburgo de todas clases abandonaron sus trabajos en protesta. El 2.º Regimiento de Artillería del Ejército bávaro atacó a los partidarios del consejo. Después de dos horas de batalla por la Residencia y la estación de tren principal durante la cual murieron 29 personas, la República Soviética de Wurzburgo fue derribada. La Fortaleza de Marienberg en Wurzburgo también cayó en manos de los opositores del consejo. El factor decisivo en la rápida victoria que trajo la alegría a la mayoría de habitantes de Wurzburgo se pensó que era la confusión entre los líderes del sóviet en la Residencia.
Se emprendieron acciones subsiguientemente contra otras ciudades en la Baja Franconia que habían retirado su lealtad al Ministro Presidente bávaro Johannes Hoffmann. Bajo la presión de un contingente de voluntarios de Wurzburgo, los partidarios de repúblicas soviéticas en Aschaffenburg, Schweinfurt y Lohr am Main capitularon en 12 horas.

### Repercusiones
El alcalde de Wurzburgo Andreas Grieser, que ya había negado legitimidad a la República Soviética el 8 de abril, dijo el 11 de abril:
Desde el miércoles por la tarde Wurzburgo es una ciudad libre nuevamente. Antes de esto, estuvimos bajo el reino de la violencia y el terror durante varios días. El comité de acción revolucionario en la Residencia unía una verdadera selección de fanáticos comunistas, fanáticos engañados y charlatanes incompetentes. Sus partidarios eran las granadas y metralletas en manos de soldados seducidos, incitados o sobornados. El objetivo invisible de la tiranía era la destrucción de la nueva forma de gobierno, la destrucción de la economía nacional y el derribo de su estructura entera. Wurzburgo se ha liberado, Wurzburgo liberará Franconia, Franconia liberará Baviera. La empresa del 9 de abril fue un compromiso unánime por la democracia pura.
El Tribunal Popular de Wurzburgo sentenció a los cabecillas en junio de 1919 a muchos años de prisión. Anton Waibel —descrito por sus oponentes como un "gritón maleducado, presuntuoso, rencoroso y sádico— fue sentenciado a 15 años. Después de un año y medio, logró escapar. Entre 1939 y 1945 estuvo prisionero en el campo de concentración de Buchenwald. Liberado por los estadounidenses, murió en Berlín Oeste en 1969 a la edad de 79 años.